# Колю Мариново
Колю Мариново е село в Южна България. То се намира в община Братя Даскалови, област Стара Загора. До 1900 година името на селото е Колачево, а до 1949 – Радомир.

## География
Село Кольо Мариново се намира в най-южната част на склоновете на Сърнена Средна гора на разстояние 28 км северозападно от град Чирпан, в Община Братя Даскалови, област Стара Загора. То граничи със землищата на селата от Старозагорска област – Православ, Верен, Медово и от Пловдивска област – Чехларе, Зелениково и град Брезово.

### Релеф
Китното селце е разположено на два стръмни хълма и от двете страни на малка безименна река, която не пресъхва през цялата година и е приток на р. Медовска. Реката разделя селото на две почти равни части и се образува от две по-малки рекички – Радов дол и Корийска река, които се вливат в една в северната част на селото. Тези рекички извират от склоновете на продълговат хълм, протегнат от изток на запад, като той загражда долината на селото от северна страна. Северният и източният хълмове са скалисти, съставени от черен пясъчник и кварц, а западният се състои от дребен пясък примесен с глина. Землището на селото заема около шестнадесет хиляди дка земя.

### Климат
Климатът му е континентален.

### Местности
По характерни местности в землището са Саменица, Радомиря, Излата, Каладжаларе с Каладжаларските могили, Коджабеглии, Нисов тепе, Каменица, Балабанка, Карагьоз дере, Манафтарла, Чаталтарла, Илиника, Дъдака, Гергьов Черква и др.

## История
В местността Радомиря има следи от старо селище, намерени са римски монети, както и късноримски керамични произведения. Следи от жилища има и по северната страна на могилата Каменица, намираща се на 3 километра източно от селото. Целият връх на Каменица е заобиколен със стена, а отгоре и около центъра има втора защитна стена. От това личи, че могилата е представлявала крепост, вероятно малък римски град, съществувал в местността и носил името Рдомир. В подножието на Каменица са намерени железни стрели и монети, датирани от времето на Филип Македонски (Годишник на Народния музей 1932 – 34 год, стр. 56 – 68)
Следи от стари постройки личат и в местността Излата, разположена на километър западно от селото. Една от постройките заема площ 1.5 дка и има продълговата форма с много помещения, поради тази причина се предполага, че е била използвана като казарма или затвор през римско време.
За първоначалното заселване на селото на сегашното му място не се знае нищо. Предполага се, че първите заселници били каракачани, дошли тук със стадата си по време на османската власт. Отначало селото се наричало Кулачлар или Кула гаач, а по-късно приема името Колачево., защото разположението на хълмовете около селото наподобявали човешко ухо (на турски „кулак“) и е имало много дъбове (на турски „ач“).
От 1900 г. селото е преименувано на Радомир на името на някогашния римски град, а през 1948 г.-на името на убития на 20 януари 1944 г. партизанин Кольо Маринов Илиев.
Малко преди Освобождението в двора на дядо Бано пропаднал бивол в срутилия се подземен входник на златоносна мина, откривайки някои галерии. Благодарение на проучванията от инж.-геолог Колачевски, от немските инж-геолози Нойман и Якобински и др., е установено, че материята, в която се съдържа златото на зрънца и късчета, представлява битов гранит или гранитит. За мината се предполага, че е съществувала още от времето на тракийското племе беси, а по-късно е разработвана от римляните. Тези изводи са направени въз основа на изследваните две бронзови монети, намерени в подземните входове на мината. За тях е установено, че датират от епохата на император Караджала и са сечени в Сердика между 197 и 218 г. Едната от тези монети, на която са изобразени три голи женски фигури, е изключително рядка, защото е известен само един екземпляр от нея, който се пази в Берлинския музей. (сп. „Учителски преглед“, XXI, изд. 1922 г., стр. 461 – 466).
Интерес за селото представлява запазеният периметър на златните руди. През 20–те години на XX век иманяр от с. Голям дол започнал да търси злато из рекичките и намерил зрънца водно или речно злато. Въз основа на това той основал компания от 18 души акционери, която запазила периметър от 1200 дк земя в северозападния край на селото и околността му.

## Забележителности
- Църквата е построена със средства на местните жители преди средата на 18 век. Олтарът ѝ е полусрутен и се нуждае от ремонт, но като цяло е в много добро състояние. Търсят се средства за възстановяването ѝ – справка в Кметството на селото – ++359 4137
- В местността Солени долчини, намираща се на около 2 км южно от селото, се откриват локвички с омаслена солна вода, която не е изследвана и анализирана. Към момента все още не е установен нейният произход.
- По увразите, започващи от покрайнините в северната част на селото, може да се проследят част от пропадналите галерии на златодобивната мина.
- Гледка към селото от местността Дългата поляна.

## Редовни събития
Традиционният събор на селото е на 2 септември в началото на месеца.

## Други
В землището на селото и в региона липсват замърсяващи околната среда предприятия и производства.
Доцент Р. Делирадева от Тракийския университет в Ст. Загора доказва чистотата чрез изследване на въздуха, водата, почвата и кръвни изследвания на 16 души непушачи.